# Pascal Wehrlein
Pascal Wehrlein (n. 18 octombrie 1994, Sigmaringen, Baden-Württemberg, Germania) este un fost pilot de Formula 1. De-a lungul carierei a luat startul în 39 de curse, niciuna din pole-position. Nu a câștigat nicio cursă și nu a terminat niciodată pe podium, acumulând 6 puncte în întreaga activitate ca pilot de Formula 1.